# Белинда (имя)
Бели́нда (англ. Belinda) — женское имя. По одной версии, образовано от итальянского bella («красивая»), по другой, германского происхождения, двусоставное. Значение первого компонента неизвестно, второй — от древневерхненемецкого lindi («змея»), к которому предположительно возводят также имя Линда. Возможно, более ранняя форма — Betlinde («блестящая змея»?).
Наиболее раннее употребление имени зафиксировано в 1713 году. Практика использования имени впервые началась в американско-британской среде.